# センターコート
センターコート（Centre Court）は、ウィンブルドンのオールイングランド・ローンテニス・アンド・クローケー・クラブ内にあるテニス専用競技場である。座席数は14,979席。
一般には「中央広場」を意味するが、頭文字を大文字で表記した場合は特に本クラブのコートを指す名称となる。

## 概要
1922年完成。1992年に大規模な改修工事を行った。センターコートは主にウィンブルドン選手権の試合で使用される。過去にはデビスカップイギリス代表の試合や、2012年ロンドンオリンピックのテニス競技が行われた。
ウィンブルドン選手権の開催時期は雨が多く、雨天中断時および再開時のシート張り／撤収作業が名物となっていたが、中継を行うBBCなどからセンターコートに開閉式の屋根を求める声があったことで、開閉式屋根が2年の歳月をかけて2009年4月に完成した。そのため2007年から2年間、センターコートは取り付け工事のため屋根のないスタジアムとなった。グランドスラム大会で開閉式屋根が取り付けられるのはロッド・レーバー・アリーナについで2例目となる。同時に照明設備も完成したが、夜間にゲームを行なうことを前提に作られたものではなく、あくまで補助的使用に留められる。照明設備を利用した例としては、ロンドンオリンピック3回戦の錦織圭とダビド・フェレールとの試合、当初第14コートにおいて行われていたものの、第3セット途中で日没のため照明のあるセンターコートに移動して続行した、といったものがある。